# Grupul statuar „Constructorul” din Suceava

Grupul statuar „Constructorul” din Suceava

Grupul statuar „Constructorul” din Suceava este un monument din piatră cioplită realizat de către sculptorul Petru Balogh și dezvelit în anul 1963 în municipiul Suceava. Statuia este amplasată în curtea Colegiului Tehnic „Samuil Isopescu” (fostul Liceu Industrial nr. 4), pe strada Samuil Isopescu nr. 19, în centrul orașului.

## Istoric și descriere
Statuia a fost realizată din piatră cioplită de către sculptorul Petru Balogh și amplasată în anul 1963 în curtea Colegiului Tehnic „Samuil Isopescu” din Suceava (pe atunci Grupul Școlar Profesional și Tehnic, iar din 1970 Liceul Industrial de Construcții nr. 4). Este o lucrare tipică artei de for, cu semnificații simbolic-decorative.
Monumentul este compus din două fețe sculptate în planuri plate, cu goluri corespunzând de la o față la cealaltă, ceea ce asigură unitatea compoziției, pe fiecare față fiind reprezentați câte doi muncitori lucrând, dispuși în ritm sincopat unul față de celălalt. Materialul este tratat în volume geometrice, planuri netede, cu treceri bruște în unghiuri drepte. Statuia are 1,50 metri înălțime, 0,49 metri lungime și 0,31 metri lățime.
Statuia se află pe un postament din piatră cioplită cu dimensiunile 0,87 metri x 0,46 metri, aflat la rândul său pe un soclu din beton cu înălțimea de 1,53 metri, lungimea de 0,94 metri și lățimea de 0,56 metri.

## Imagini

Grupul statuar „Constructorul”
Grupul statuar „Constructorul”
Grupul statuar „Constructorul”

## Vezi și
- Listă de monumente din Suceava